# Церковь Святого Николая из села Кривки

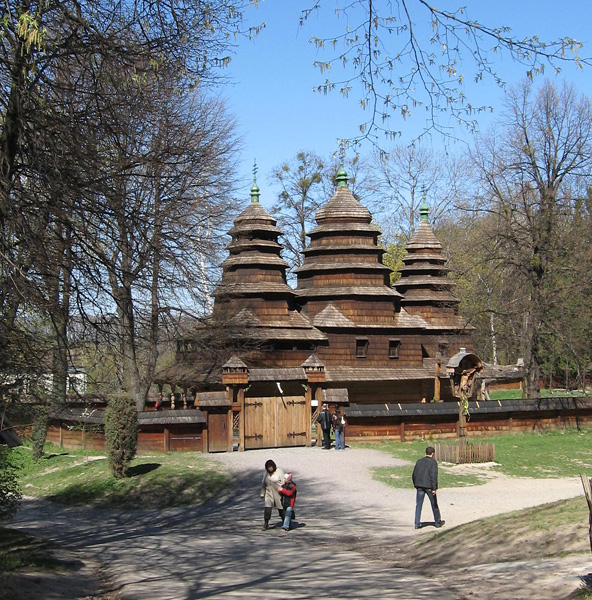
Церковь Святого Николая из села Кривка (с 1930 года во Львове)

Це́рковь Свято́го Никола́я — памятник народной бойковской архитектуры во Львове (Украина), памятник национального значения. Находится на улице Чернеча гора, 1, на территории скансена «Шевченковский гай».

## История
Была построена в 1763 году народными мастерами в селе Кривка Турковского района (ныне — Львовская область). В 1916 году в ходе военных действий между австpo-венгерской и русской армиями была повреждена снарядом, в частности, разрушен верх галереи над бабинцем. В 1930 году для сохранения ценного памятника деревянного зодчества церковь перевезли во Львов. Мастера Т. Джурин и П. Демкив из с. Цинева (ныне Ивано-Франковская область) восстановили утраченные элементы, заменили гонт, стены храма изнутри обшили кедровыми досками.
Двор церкви окружен деревянной оградой с резными воротами. Николаевская церковь в плане трёхчастная, с квадратными срубами нефа, апсиды и бабинца.

## Литература

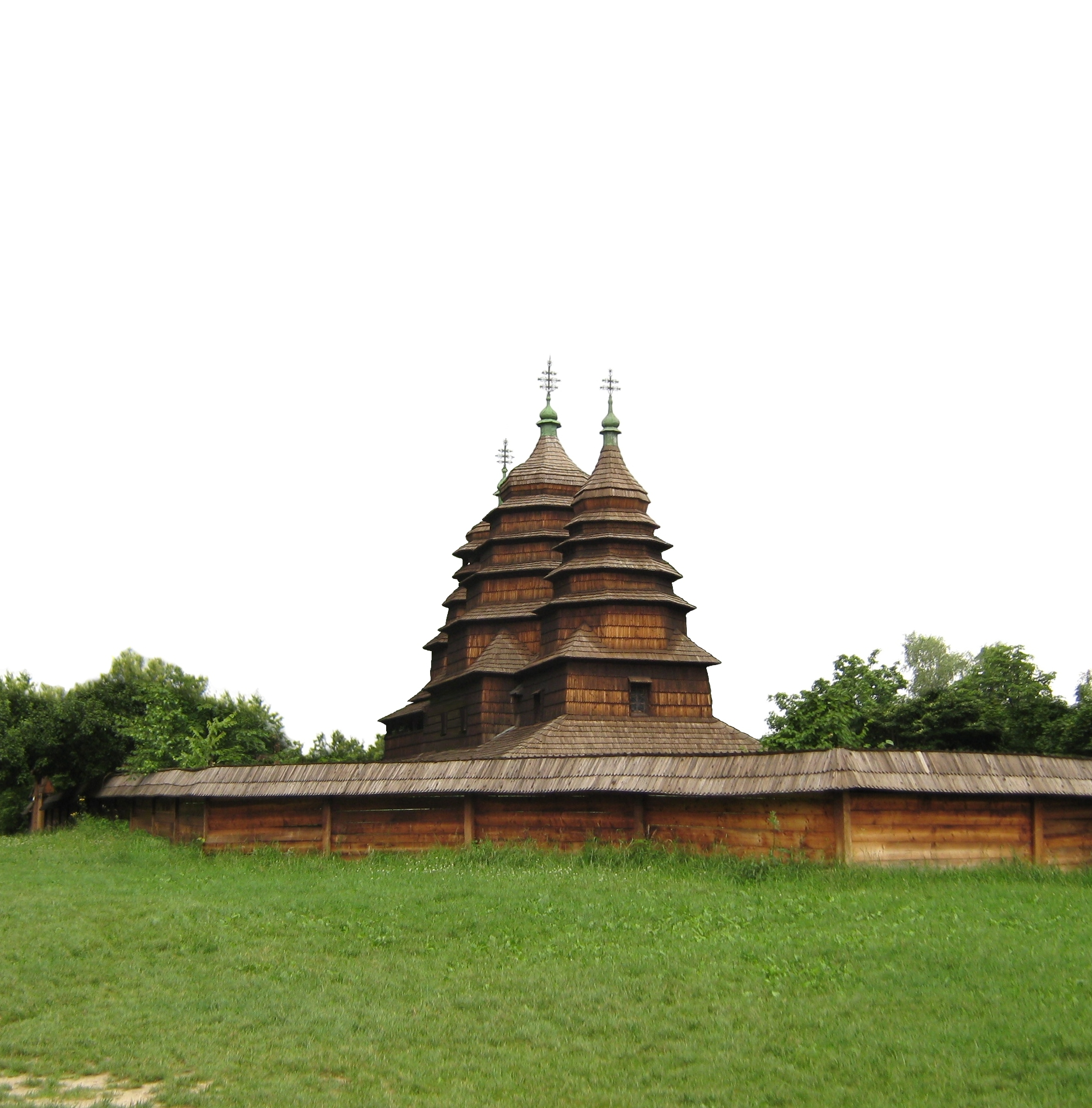
Церква з с.Кривки Турківського р-ну
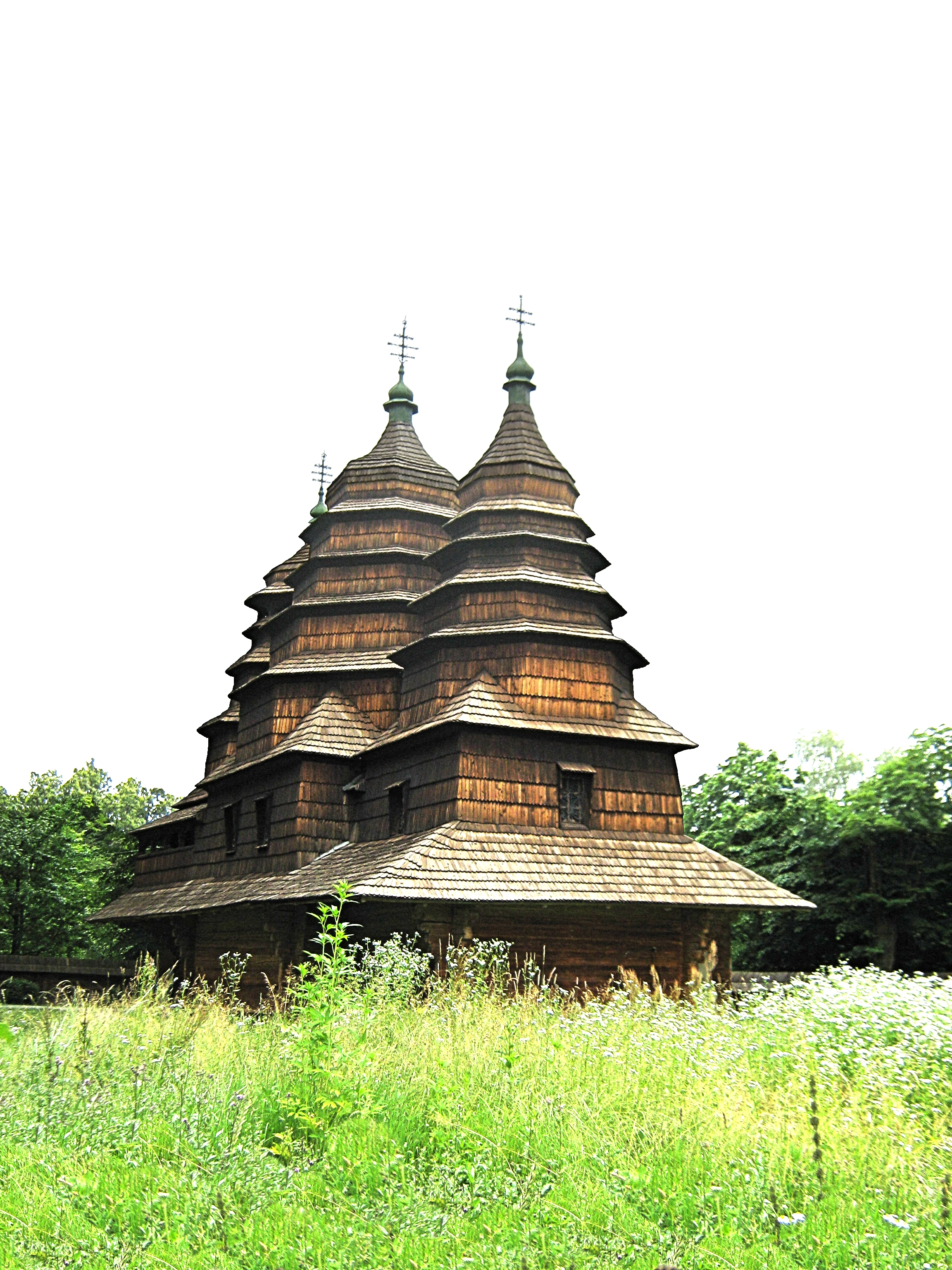
Церква з с.Кривки Турківського р-ну
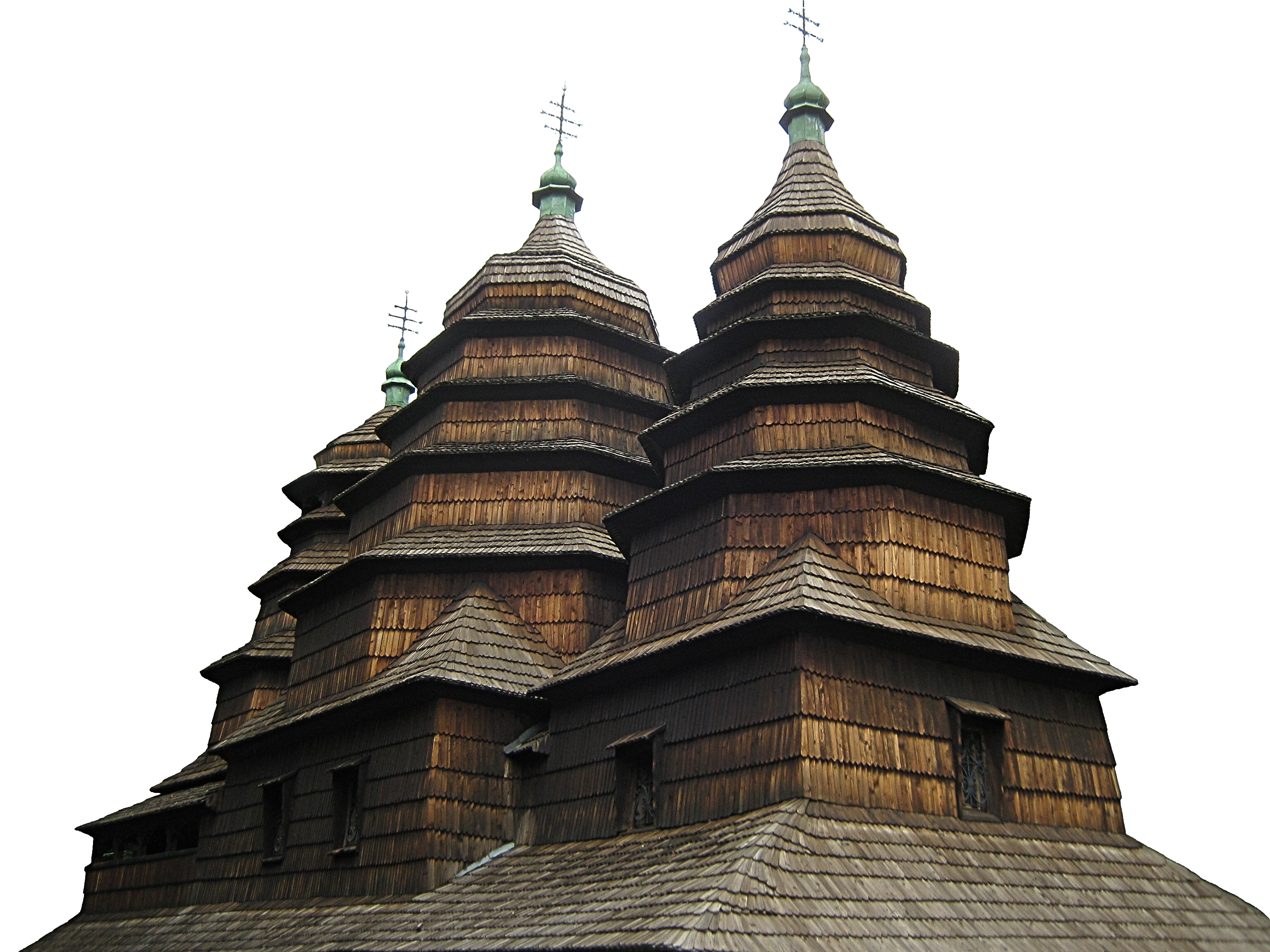
Церква з с.Кривки Турківського р-ну